# توماس كلينغ
توماس كلينغ (بالألمانية: Thomas Kling)‏ هو كاتب وشاعر ألماني، ولد في 5 يونيو 1957 في بينغن آن در راين في ألمانيا، وتوفي في 1 أبريل 2005 في دورماغن في ألمانيا بسبب سرطان الرئة.

## وصلات خارجية
- توماس كلينغ على موقع IMDb (الإنجليزية)
- توماس كلينغ على موقع مونزينجر (الألمانية)